# Петро-Давыдовский сельский совет (Диканьский район)
Петро-Давыдовский сельский совет (укр. Петро-Давидівська сільська рада) — входит в состав
Диканьского района
Полтавской области
Украины.
Административный центр сельского совета находится в 
с. Петро-Давыдовка.

## История
- 1987 — дата образования.

## Населённые пункты совета
- с. Петро-Давыдовка
- с. Елизаветовка
- с. Жаданы
- с. Новая Василевка
- с. Хоменки

## Ликвидированные населённые пункты совета
- с. Филоновка